# Humberto Busto
 (octobre 2024).
 ( octobre 2024).
Humberto Busto, né le 23 juin 1978 à Mexico au Mexique, est un acteur mexicain.

## Biographie
Humberto Busto est notamment connu pour son rôle de Conrado Higuera Sol « Don Sol » (inspiré de Genaro García Luna) dans la série télévisée américaine El Chapo.

## Filmographie

### Cinéma
- 1998 : Single Action
- 2000 : Amours chiennes (Jorge)
- 2006 : Morirse en Domingo (es) (Carlos)
- 2007 : Manuela & Manuel[3] (Manuela/Manuel)
- 2007 : Charm School (Cucho)
- 2007 : Borderland (Mario)
- 2012 : Abolición de la propiedad (Everio)
- 2012 : Después de Lucía (Mauricio)
- 2014 : The Incident (en) (Carlos)
- 2014 : Happy Times (en)
- 2015 : Familia Gang (es)
- 2015 : The Similars (en) (Alvaro)
- 2016 : El Elegido (es) (Homero)
- 2017 : Oso Polar (Heriberto)
- 2017 : México Bárbaro II (Violador)
- 2017 : Hazlo como hombre (es) (Eduardo)
- 2018 : El viaje de Keta (Kike)
- 2018 : El club de los insomnes (en) (Compañero)

### Télévision
- 2003 : Enamórate (es) (Fabio)
- 2008 : Terminales (es) (Elías Gil)
- 2010 : Bloody Waters : Eaux Sanglantes (Calderon)
- 2012 : Los héroes del norte (es) (Apolinar)
- 2017 : El Chapo (Conrado Higuera Sol « Don Sol » inspiré de Genaro García Luna)
- 2018 : Diablero (Isaac « l'Indien »)
- 2019 : El juego de las llaves (Óscar Romero)
- 2022 : Sous la braise
- 2024 : El secreto del río : Orlando